# Cor de la Bryère
Cor de la Bryère, Spitzname „Corde“, (* 23. April 1968 in Frankreich; † 27. April 2000 in Deutschland) war ein dunkelbrauner Hengst der Rasse Selle Français, der als einer der einflussreichsten Vererber der modernen Warmblutzucht gilt und des Öfteren als Jahrhunderthengst bezeichnet wird.

## Frankreich
Cor de la Bryère wurde im Jahr 1968 in Frankreich geboren. Sein Vater war der Vollblüter Rantzau, der in Frankreich viele gute Springpferde hervorbrachte. Seine Mutter war Quenotte B, eine Luriosotochter, die auf den Vollblüter Furioso zurückging. Sowohl Rantzau als auch Furioso stammen von Dark Ronald ab, Rantzau sogar in der Vaterlinie. Trotz seiner fantastischen Abstammung schlug die französische Kommission vor, den Hengst zu legen. Daraufhin beschloss sein Besitzer Xavier Ribard ihn zu verkaufen.

## Zuchtkarriere
Anfang der 70er Jahre, als sich die Vollbluteinkreuzung in der Holsteiner Zucht auf dem Höhepunkt befand, schien es der Zuchtleitung an der Zeit, ein Zeichen zu setzen. Um diese Zeit gewannen auch in Oldenburg die beiden fuchsfarbenen Anglo-Normannen Furioso II und Futuro mit hohen Bedeckungsziffern großen Einfluss auf die Zucht. Beides waren Hengste mit viel Substanz und Volumen, ebenfalls abstammend von Furioso xx, einer der international besten Spingpferdemacher seiner Zeit. Alwin Schockemöhle hatte den Furioso xx-Sohn Urioso angepachtet. Er war bereit, den wuchtigen Dunkelfuchs an den Holsteiner Verband unterzuverpachten. So fuhr eine Besichtigungskommission unter Leitung des damaligen Zuchtleiters Gerhard Gramann im Januar 1971 in die Normandie, um Urioso zu begutachten und entdeckte dabei mehr oder weniger zufällig den noch jungen Cor de la Bryère, damals knapp drei Jahre alt. Die Holsteiner Kommission konnte in der tiefliegenden Box nicht genau erkennen, wie groß der Hengst war und bat darum, ihn doch einmal im Freilaufen begutachten zu dürfen. Bereits die Art, wie lässig und elastisch er aus der tiefen Box heraus sprang, war imponierend. Er schritt ganz gelassen durch den Auslauf, trabte hoch elastisch seine Runden, galoppierte kurz an, und verschwand dann wieder in seiner Box. Diese kurze Momentaufnahme überzeugte die Herren aus Holstein, und drei Wochen später betrat der junge Franzose erstmals deutschen Boden. Der Kaufpreis damals: 20.000 DM.
Als Cor de la Bryère in Elmshorn eintraf, kam er von der Winterweide, hatte langes, stumpfes Fell, war nicht im besten Futterzustand und machte einen etwas abgekämpften Eindruck von der langen Fahrt. Da stand er nun zwischen den deutlich üppiger gehaltenen und besser gepflegten Jahrgangsgefährten im Elmshorner Hengststall und musste sich in den folgenden Wochen mehrmals täglich dem Urteil kritischer Züchter stellen, denn die Kunde von dem neuen Franzosen hatte sich im Lande wie ein Lauffeuer verbreitet. Nicht wenige empörten sich darüber, wie die Zuchtleitung dazu käme, ausgerechnet einen französischen Hengst ins Land zu holen. Gewiss: Urioso kam nach Holstein, deckte aber nur zwei Saisons, vererbte viel zu schwer und bald sprach keiner mehr von ihm. Anders der dunkelbraune Remontehengst, getauft auf den Namen Cor de la Bryère. Er stand in gut mittlerem Rahmen mit energischem Hengstausdruck und viel Ausstrahlung, hatte ein schönes Gesicht mit ruhigem Auge und etwas kleinen Ohren. Der Hals war lang; er hatte leichten Druck hinter dem Widerrist, eine gute Schulterformation und eine runde, stark bemuskelte Kruppe, gleichwohl aber wenig Hosenmuskulatur. Er verfügte über ein korrektes Fundament, das lediglich durch einen leichten Mangel in der Einschienung des Hinterbeins etwas gemindert wurde, ferner über gute Grundgangarten und hervorragende Reiteigenschaften. Am Sprung war Cor de la Bryère souverän hinsichtlich Vermögen, Technik und Manier.
Er startete von der Station Siethwende (1971–1984) einen Triumphzug durch Holstein wie vor und nach ihm noch kaum ein anderer Beschäler. Bereits in seiner ersten Saison deckte er 70 Stuten, und am Ende des Jahres wurde er Sieger der Hengstleistungsprüfung in Elmshorn, geritten von Herbert Blöcker. Seine Nachkommen stehen meist in seinem Typ mit gutem Rahmen und Größe, guten Grundgangarten und leichter Knieaktion im Trabe. Mit durchschlagender Vererbung von Rittigkeit, Manier, Leichtfüßigkeit, Technik und Bascule hat er der Holsteiner Zucht international zu noch größerer Bedeutung verholfen. In allen deutschen Zuchten und natürlich auch international gewannen seine Nachkommen Einfluss. Durch die Hengste Caletto I, Caletto II, Caletto III, sowie Calypso I bis V schuf er bedeutende Bruderdynastien, die sich sowohl züchterisch als auch sportlich bestens bewährten. Überregional haben vor allem die gekörten Hengste Corrado I/Franke Sloothaak und Cordalmé/Gilbert Böckmann im internationalen Spring-Business Aufsehen erregt. Das erfolgreichste Dressurpferd von Cor de la Bryère war Corlandus, mit dem Margit Otto-Crépin in den 80er Jahren stets in den Medaillenrängen bei internationalen Championaten auftauchte. In der Vielseitigkeit waren es etwa der harte Fuchs Contrast und Cordeka, die Vollschwester der Caletto-Brüder, die mit Herbert Blöcker international berühmt wurden. In bodenständigen, bäuerlichen Zuchten macht es mitunter auch der Name, wie der Hengst ankommt. Da nicht jeder der französischen Sprache mächtig war, wurde aus Cor de la Bryère im Volksmund die Koseform „Corde“. Damit wusste und weiß bis heute jeder, wer gemeint ist. Aus der anfänglich kritischen Betrachtung des Hengstes mit teilweise völliger Ablehnung wurde im Laufe der Jahre starke Zuneigung. Cor de la Bryère hat die Holsteiner Züchter vollends überzeugt. Er hat die in vielen Generationen verankerten Holsteiner Springanlagen verfeinert durch Bascule, Technik und schnelle Reflexe. 569 Zuchtstuten wurden in Holstein eingetragen, davon 84 Staatsprämienstuten.
Von 1971 bis 1984 war Cor de la Bryére in Siethwende stationiert, 1985 stand er auf dem Gestüt Zangersheide in Belgien, von 1986 bis 1988 in Elmshorn und von 1989 bis zu seinem Tod im Jahr 2000 in Sollwittfeld.
1998 feierte Cor de la Bryére seinen 30. Geburtstag. Ihm zu Ehren reisten Söhne, Enkel und Urenkel aus ganz Europa nach Elmshorn.
Am 27. April 2000 wurde Cor de la Bryére im Alter von 32 Jahren aufgrund einer akuten Herzerkrankung eingeschläfert.

## Abstammung
| Vater Rantzau Fuchs 1946 Englisches Vollblut  | Foxlight Fuchs 1935 Englisches Vollblut          | Foxhunter Fuchs, 1929 Englisches Vollblut           | Foxlaw                     |
| Vater Rantzau Fuchs 1946 Englisches Vollblut  | Foxlight Fuchs 1935 Englisches Vollblut          | Foxhunter Fuchs, 1929 Englisches Vollblut           | Trimestral                 |
| Vater Rantzau Fuchs 1946 Englisches Vollblut  | Foxlight Fuchs 1935 Englisches Vollblut          | Chauia Fuchs, 1925 Englisches Vollblut              | St. Just                   |
| Vater Rantzau Fuchs 1946 Englisches Vollblut  | Foxlight Fuchs 1935 Englisches Vollblut          | Chauia Fuchs, 1925 Englisches Vollblut              | Barka                      |
| Vater Rantzau Fuchs 1946 Englisches Vollblut  | Rancune Brauner 1940 Englisches Vollblut         | Cavaliere Darpino Brauner, 1926 Englisches Vollblut | Havresac                   |
| Vater Rantzau Fuchs 1946 Englisches Vollblut  | Rancune Brauner 1940 Englisches Vollblut         | Cavaliere Darpino Brauner, 1926 Englisches Vollblut | Chuette                    |
| Vater Rantzau Fuchs 1946 Englisches Vollblut  | Rancune Brauner 1940 Englisches Vollblut         | Rockella Fuchs, 1936 Englisches Vollblut            | Bishop’s Rock              |
| Vater Rantzau Fuchs 1946 Englisches Vollblut  | Rancune Brauner 1940 Englisches Vollblut         | Rockella Fuchs, 1936 Englisches Vollblut            | Coquerelle                 |
| Mutter Quenotte B Brauner 1960 Selle Français | Lurioso Brauner 1944 Selle Français              | Furioso Brauner, 1939 Englisches Vollblut           | Precipitation              |
| Mutter Quenotte B Brauner 1960 Selle Français | Lurioso Brauner 1944 Selle Français              | Furioso Brauner, 1939 Englisches Vollblut           | Maureen                    |
| Mutter Quenotte B Brauner 1960 Selle Français | Lurioso Brauner 1944 Selle Français              | Riquette 1939 Selle Français                        | Italien                    |
| Mutter Quenotte B Brauner 1960 Selle Français | Lurioso Brauner 1944 Selle Français              | Riquette 1939 Selle Français                        | Mignonne                   |
| Mutter Quenotte B Brauner 1960 Selle Français | Vestale du Bois Margot Fuchs 1942 Selle Français | Landau Fuchs, 1933 Selle Français                   | Extravagant                |
| Mutter Quenotte B Brauner 1960 Selle Français | Vestale du Bois Margot Fuchs 1942 Selle Français | Landau Fuchs, 1933 Selle Français                   | Victoire                   |
| Mutter Quenotte B Brauner 1960 Selle Français | Vestale du Bois Margot Fuchs 1942 Selle Français | Kristine du Bois Margot Fuchs, 1932 Selle Français  | Clovis                     |
| Mutter Quenotte B Brauner 1960 Selle Français | Vestale du Bois Margot Fuchs 1942 Selle Français | Kristine du Bois Margot Fuchs, 1932 Selle Français  | Concurrente du Bois Margot |